# Pai Rico, Pai Pobre
Pai Rico, Pai Pobre é o primeiro best-seller de Robert Kiyosaki e Sharon Lechter. Ele advoga a busca pela independência financeira através de investimento, imóveis, ter seu próprio negócio e o uso de táticas financeiras de proteção do patrimônio.
O elemento central reiterado por Kiyosaki e Lechter é a defesa da tese de se possuir o sistema ou os meios de produção, ao invés de ser um empregado de alguém.

## Tópicos
Alguns dos tópicos do livro são:
- O valor da inteligência financeira;
- Que empresas gastam antes e pagam impostos depois, enquanto as pessoas pagam impostos primeiro;
- Que empresas são entidades artificiais que qualquer um pode usar, mas os pobres geralmente não sabem como.
- Ele ensina a usar as Sociedades Anônimas (SA) para reduzir a carga tributárias. A classe média, por ignorar as brechas legais acabam sendo mais penalizadas pelos impostos do que os ricos.

Kiyosaki e Lechter dizem que os ricos pensam de forma diferente quando definem palavras simples como ativos e riqueza, e como eles financiam seu luxo. Eles definem um ativo como item que produza renda (como uma propriedade alugada, ações ou títulos), e um passivo como qualquer coisa que produza gastos (como a própria casa ou um veículo – qualquer bem de consumo).
Ninguém discute o fato de que os ricos compram "ativos-geradores-de-renda". Kiyosaki e Lechter argumentam que os pobres compram itens que pouco valem e que eles pensam ser ativos, mas claramente não geram renda nenhuma e podem nem ter valor de mercado.
De acordo com Kiyosaki e Lechter, a riqueza é medida pelo número de dias que a renda dos seus 'ativos' pode sustenta-lo. Independência financeira é alcançada quando a renda mensal de seus ativos excede suas despesas mensais. 
A principal razão que leva as pessoas a enfrentar dificuldades financeiras é que passam anos na escola sem aprender nada sobre dinheiro. Para Robert, é preciso fazer o dinheiro trabalhar para você ao invés de trabalhar para o dinheiro.

## Crítica
Pai Rico, Pai Pobre tem sido criticado por praticamente não ter nenhum conselho concreto e "lições" em parábolas demais. Há leitores que afirmam terem terminado o livro sentindo-se motivados e prontos para começar a "escapar da corrida-dos-ratos," apenas para perceberem logo depois que não tinham ideia de como fazer isso. O escritor e homem de negócios John T. Reed opinou que "o livro contém muitos conselhos errados, muitos maus conselhos, alguns conselhos perigosos e virtualmente nenhum bom conselho"; ele também afirma, "Pai Rico, Pai Pobre é um dos livros de aconselhamento financeiro mais burros que eu já li. Ele contém muitos erros factuais e numerosos relatos muito pouco prováveis de eventos que supostamente ocorreram." Kiyosaki providenciou uma resposta a muitas das afirmações de Reed.
Algumas das alegações que Kiyosaki faz em Pai Rico, Pai Pobre sobre seus feitos parecem ser exageros, mentiras ou más orientações. Tem-se especulado sobre a identidade de seu "pai rico" e mesmo se esse indivíduo chegou a existir, amparados pelo raciocínio de que tal homem, que Kiyosaki descreve como "um dos mais ricos do Havaí" e sua família, que continuam sua tradição, teriam sido bem conhecidos em um estado pequeno como o Havaí. Na edição de fevereiro de 2003 da revista americana SmartMoney, Kiyosaki recuou quanto a afirmação de que seu "pai rico" era uma pessoa real, dizendo, "O Harry Potter é real? Por que vocês não deixam pai rico ser um mito, como Harry Potter?".